# Ophiacantha indica
Ophiacantha indica is een slangster uit de familie Ophiacanthidae.
De wetenschappelijke naam van de soort werd in 1867 gepubliceerd door Axel Vilhelm Ljungman.